# أنا أصدق العلم
أنا أصدق العلم هو موقع عربي يهتم بنشر المقالات والبحوث العلميّة الحديثة ويهدف إلى اطلاع المتحدّثين باللّغة العربيّة على آخر التطوّرات في عالم العلوم والتّكنولوجيا.
منذ بداية هذا المشروع عام 2011، انضم إليه أكثر من 2000 متطوع ومتطوعة ويبلغ عدد متطوعيه اليوم أكثر من 300 متطوع. يحتوي الموقع على أكثر من 15 ألف مقالة علميّة.

## التأسيس
بدأ المشروع عام 2011 على شبكات التواصل الاجتماعي وفي عام 2013 تم إنشاء موقع له. ثم في عام 2016 سجّلت جمعية «أنا اصدق العلم» في لبنان بصورة رسمية كما في الاتحاد الأوروبي.
في عام 2012، اتخاذ المشروع شعاره «أنا أصدّق العلم: لأنّه المنهج المعرفي الوحيد الذي أثبت جدارته»
تم ترخيص مؤسسة أنا اصدق العلم في لبنان بتاريخ 8/9/2015 برقم 16243.

## أهداف الموقع والمشروع المعلنة
- تخطي الحواجز والحدود اللغويّة والثّقافيّة التي تحول دون وصول الفهم الصّحيح للعلم والمنهج العلميّ إلى المجتمعات العربيّة، وذلك عن طريق خلق بيئة حرّة وحياديّة لتبادل المعلومات.
- خلق بيئة علميّة ثقافيّة تمنح الإنسان العربيّ فرصة للاطّلاع على آخر التطوّرات والاكتشافات في نطاق العلوم الطّبيعيّة والتكنولوجيا الحديثة.
- خلق بيئة علمية تجذب الفرد العربي التابع لثقافة رافضة أو لامبالية بالعلوم، وذلك عن طريق تنمية روح الفضول وحبّ الاستطلاع لديهِ\ها.
- بيان تفوّق المنهج العلمي، بتركيزِهِ على الموضوعيّة، التجرّد، القابليّة للدّراسَة، البحث، الدّحض، وحتّى التّفنيد، على غيرِهِ من مناهِجِ طلَبِ المعرفة المنتشرة في المجتمعات العربيّة. المشروع يغطّي مجالات واسعة ومتنوّعة من العلوم والمعارف، من علوم الفيزياء والفلك وحتّى علوم الأحياء والتّاريخ الطّبيعي.

## ماذا تعني «أنا أصدّق العلم»؟
يقول مؤسسو الموقع:
في مقابلة مع الفيزيائي لورنس كراوس قال عن أنا اصدق العلم:
وفي مقابلة أخرى مع البيولوجي «ربورت وينبرغ»:

## الحجب
في شهر أكتوبر من عام 2014 قام موقع فيسبوك بحذف صفحة أنا أصدق العلم من على منصته. بينما ذكر الصحفي هشام عوف، أن سبب الإغلاق ربما يعود إلى تقارير إساءة الاستخدام التي قدمها بعض المحسوبين على التيار الإسلامي إلى إدارة موقع التواصل الاجتماعي. بعد 10 أيام من الغلق تم استعادة الصفحة عن طريق التواصل مع إدراة الفيسبوك بصورة مباشرة ساعدت فيها جمعيات محسوبة على التيار العلماني في الولايات المتحدة.

## النقد
يواجه المشروع نقدًا من بعض الجهات التي ترى أن المشروع يروج لنظرية التطور ونظرية الانفجار العظيم، كما ذهب البعض لاتهام المشروع بأنه يروج للإلحاد.[بحاجة لمصدر] يتخذ أنا أصدق العلم موقفًا معاديًا لأصحاب نظريات المؤامرة وجماعة الأرض المسطحة هذا الأمر الذي قد يخلق المزيد من الانتقاد لهذا المشروع.[بحاجة لمصدر]